# Battaglia di Benburb
La battaglia di Benburb ebbe luogo nel 1646 in Irlanda durante le guerre confederate irlandesi, il teatro irlandese delle guerre dei tre regni. Essa fu combattuta tra le forze dei Confederati Irlandesi guidati da Owen Roe O'Neill e un esercito di protestanti scozzesi (Covenanter) comandato da Robert Monro. La battaglia si concluse con la vittoria decisiva per i confederati irlandesi e con la fine della speranza, per gli scozzesi, di conquistare l'Irlanda e di imporre loro l'impianto religioso.

## Contesto
Gli scozzesi erano sbarcati con un esercito nell'Ulster nel 1642, al fine di tutelare i coloni scozzesi dai massacri che avevano fatto seguito alla ribellione irlandese del 1641. Essi avevano inoltre la speranza di conquistare il paese, per distruggere il cattolicesimo e imporre il presbiterianesimo come religione di Stato.

Sbarcarono a Carrickfergus e si unirono nei pressi di Derry con un esercito di coloni britannici guidati da Robert Stewart. Liberarono l'Ulster dai ribelli irlandesi fin dal 1643, ma non furono in grado di progredire oltre la metà dell'Ulster meridionale, che era tenuto da Owen Roe O'Neill, il generale dell'esercito irlandese dell'Ulster.

Entrambe le parti si macchiarono di gravi delitti, derubando e uccidendo civili nel territorio controllato dai loro nemici, in modo che dal 1646, una sorta di terra di nessuno devastata separava le opposte parti. O'Neill ha sottolineato che la devastazione dell'Ulster appariva, "non solo come un deserto, ma come l'inferno". Mentre le tre forze armate hanno continuato a operare raid nel territorio di ognuno degli altri, nessuno di essi riuscì ad organizzare forze sufficienti a mantenere il territorio occupato.
Nel 1646, Munro e Stewart unirono le loro forze, facendo una grande incursione nel territorio occupato dai confederati. Secondo alcuni, lo scopo di questo tentativo era prendere la capitale confederata, Kilkenny; altre fonti dicono che si trattò solo di un grande raid. In entrambi i casi, la forza britannica congiunta ammontava a circa 6000 unitò. O'Neill, che fu un generale molto cauto, in precedenza aveva sempre evitato di accettare battaglia. Tuttavia, egli era stato appena rifornito dal nunzio apostolico in Irlanda, Giovanni Battista Rinuccini, di fucili, munizioni e denaro con cui pagare i suoi soldati. Questo gli consentì di mettere in campo più di 5000 uomini - un esercito leggermente inferiore a quello del suo nemico. I protestanti avevano sei cannoni, i confederati nessuno.

## La battaglia
Munro aveva supposto che O'Neill avrebbe cercato di evitare il suo esercito e così i suoi soldati avevano marciato per più di 15 miglia (circa 24 km) per intercettare gli irlandesi presso Benburb, a sud dell'attuale Tyrone. Gli uomini di Munro si schierarono con le spalle al fiume Blackwater, di fronte alle truppe di O'Neill che si erano posizionati su un rilievo di terreno.
La battaglia iniziò col fuoco dell'artiglieria di Munro sulla posizione irlandese, ma senza provocare molte vittime. La cavalleria scozzese poi caricò la fanteria irlandese, ma non fu in grado di rompere la formazione confederata, irta di picche e moschetti. Quando questo attacco fallì, O'Neill diede ordine alla sua fanteria di avanzare, spingendo gli scozzesi nella corrente del fiume sotto la spinta delle picche. A questo punto, la fatica dei soldati britannici si fece sentire ed essi furono progressivamente spinti indietro fino a che la loro formazione crollò su se stessa. La fanteria confederata poi ruppe la disordinata formazione degli scozzesi con una improvvisa salva di fucile e si precipitò contro di loro con le spade e gli scians (lunghi coltelli irlandesi). Munro e la sua cavalleria fuggirono dal campo, così come, poco dopo, fece la sua fanteria. Molti di essi furono uccisi o morirono annegati nel successivo inseguimento. Gli scozzesi persero tra i 2000 e i 3000 uomini, la maggior parte uccisi nell'inseguimento; gli irlandesi circa 300.

## Esiti e conseguenze
Benburb è stata l'unica volta in cui un esercito confederato irlandese ha vinto un'importante battaglia campale tra il 1641 e il 1653. L'esercito dell'Ulster di O'Neill mostrò una disciplina e un addestramento che è mancato alle catastrofi confederate dell'anno successivo a Dungans Hill e a Knocknanauss. La vittoria di O'Neill fece sì che gli scozzesi non fossero più una minaccia per i confederati, ma rimanessero accampati nei pressi di Carrickfergus per il resto della guerra. Tuttavia, O'Neill non diede seguito alla sua vittoria, ma utilizzò il proprio esercito per interferire nella politica dell'Irlanda confederata. In particolare, si adoperò affinché il trattato che il Consiglio supremo dei confederati aveva firmato con i realisti inglesi non fosse ratificato.